# Karl Liecke
Karl Liecke (ur. 8 maja 1910 w Pasing, zm. 8 września 1976 w Glonn) – niemiecki oficer SS i Waffen-SS. Odznaczony Krzyżem Rycerskim.

## Życiorys
Pochodził z rodziny inteligenckiej, jego ojciec był naukowcem. W 1929 Liecke wstąpił w szeregi Bawarskiej Policji Gminnej. W 1930 roku złożył prośbę o skierowanie do Policyjnej Szkoły Oficerskiej we Frunsternfledburch. Szkołę ukończył ze stopniem oficerskim. W 1935 wstąpił do Schutzpolizei, gdzie służył przez kilka następnych lat.
Po wybuchu II wojny światowej w kampanii francuskiej Liecke służył jako dowódca kompanii w nowo powstałej Dywizji „Polizei”. W 1941 jego dywizja została oficjalnie włączona w struktury Waffen-SS, a jej członkowie otrzymali stopnie SS zrzekając się jednocześnie wcześniejszych policyjnych. Podczas operacji „Barbarossa” Liecke służył w sztabie dywizji, po krótkim czasie powierzono mu dowództwo 5 Kompanii z III Regimentu Strzelców SS a następnie całego II Batalionu.
W 1943 roku Liecke został oddelegowany by objąć dowództwo nad nowo sformowanym 27 Regimentem Strzelców Górskich SS wchodzącym w skład 13 Dywizji Górskiej SS „Handschar”.Każda z kompanii posiadała swojego przywódcę duchownego Imama. Dywizja „Handschar” dowiodła później swojej wartości bojowej w zaciętych walkach z Sowietami wzdłuż Dunaju w latach (1944–1945). 
W 1945 roku 27 Regiment Strzelców Górskich SS bronił lewego skrzydła Dywizji „Handschar” jednak został zmuszony do ustąpienia pola w obliczu przeważających sił sowieckich, w tym samym czasie Sowieci przełamali obronę na prawym skrzydle Dywizji i zagrozili jej rozbiciem. Liecke zebrał swoich żołnierzy z jednostek transportowych i przeprowadził odważny kontratak przeciwko siłom Sowieckim, które przełamały obronę. Liecke i jego podwładni odnieśli sukces i sowieckie natarcie zostało zatrzymane, co pozwoliło większości Dywizji „Handschar” wycofać się na następne pozycje. Za ten wyczyn został 3 maja 1945 odznaczony Krzyżem Rycerskim.
Po kapitulacji Niemiec został pojmany przez aliantów. Na wolności w 1951 roku Liecke wstąpił do Bawarskiej Policji Pomocniczej, a dwa lata później już do Regularnej Policji Bawarskiej. Zmarł 8 września 1976 w Glonn.

## Odznaczenia
- Krzyż Zasługi Wojennej (III Rzesza) II klasy (Kriegsverdienstkreuz 2. Klasse, brązowy) (27 kwietnia 1940)[1]
- Krzyż Żelazny (1939)
  - II klasy (24 grudnia 1942)[1]
  - I klasy (20 stycznia 1943)[1]
- Krzyż Niemiecki w złocie (28 lutego 1945)[1]
- Krzyż Rycerski Krzyża Żelaznego (3 maja 1945)[1]